# Terry Holladay
Anne Therese (Terry) Holladay (Charlotte, 28 november 1955) is een voormalig tennisspeelster uit de Verenigde Staten van Amerika. Holladay begon met tennis toen zij zeven jaar oud was. Zij speelt linkshandig. Zij was actief in het internationale tennis van 1974 tot en met 1987.

## Loopbaan
In 1973 werd Holladay, zeventien jaar oud en nog studerend, al gesignaleerd op het Southern California-kampioenschap in Los Angeles – zij bereikte er de kwartfinale.
In 1975 had zij haar grandslamdebuut op Wimbledon. In de weken die daaraan voorafgingen, bereikte zij in het Verenigd Koninkrijk al twee WTA-finales: in Bournemouth (verloor van de Amerikaanse Janet Newberry) en in Chichester (verloor van de Zuid-Afrikaanse Greer Stevens).
Holladay beschouwt 1976 als haar beste jaar. Haar eerste titel (de enige in het enkelspel) won zij dat jaar op het WTA-toernooi van Portland, waar zij de Amerikaanse Mona Guerrant in de finale versloeg. In 1976 won zij een partij van Martina Navrátilová. 
Datzelfde jaar vertegenwoordigde Holladay haar vaderland bij de Wightman Cup – zij droeg bij aan de winst van het Amerikaanse team door Glynis Coles te verslaan. Haar hoogste notering op de wereldranglijst is de tiende plaats, op de eindejaarsranglijst 1976 van het tijdschrift World Tennis en op die van het Tennis Magazine – bij de WTA stond zij op 5 december 1976 op de dertiende plek.
Haar beste resultaat op de grandslamtoernooien is het bereiken van de vierde ronde: eenmaal op het US Open 1976, nogmaals op Wimbledon 1977 en ten slotte op Wimbledon 1980. In 1980 won zij een partij van Billie Jean King.
In het dubbelspel won zij in de tachtiger jaren drie titels.

## Persoonlijk
Hoewel geboren in Charlotte (North Carolina), groeide Holladay op in La Jolla, nabij San Diego (Californië). Zij leerde tennissen op de La Jolla Beach and Tennis Club en op de La Jolla Tennis Club. Zij slaagde in 1973 voor de La Jolla High School, en startte in 1974 met haar professionele tennisloopbaan.
In 1982 speelde zij weinig, vanwege de geboorte van haar eerste kind. Op 26 september 1982 trad zij in San Diego in het huwelijk met de vijf jaar jongere Steve T. Waszak, van wie zij in 1985 weer scheidde. In verband met haar verlies van ranglijstpositie door haar zwangerschapsreces, verleende de WTA haar toegang tot zes toernooien om weer ranglijstpunten te kunnen verdienen. Deze regel werd vervolgens veralgemeniseerd tot een zwangerschapsverlofbeleid dat de "Terry Holladay Rule" ging heten.
Na haar actieve tennisloopbaan werd Holladay makelaar in onroerend goed. In 2000 overleefde zij borstkanker. Met haar tweede echtgenoot Dr Philip Arthur Higginbottom, arts aan het Scripps Green-ziekenhuis, richtte zij de Dina Humanitarian Foundation op, om artsen-in-opleiding praktijkervaring te laten opdoen. In augustus 2012 werd zij opgenomen in de San Diego Tennis Hall of Fame.

## Posities op deWTA-ranglijst
Positie per einde seizoen:
| jaar | rang enkelspel     | rang dubbelspel    |
| ---- | ------------------ | ------------------ |
| 1975 | 26                 | –                  |
| 1976 | 13                 | –                  |
| 1977 | 14                 | –                  |
| 1978 | 88                 | –                  |
| 1979 | 26                 | –                  |
| 1980 | 20                 | –                  |
| 1981 | 135                | –                  |
| 1982 | zwangerschapsreces | zwangerschapsreces |
| 1983 | 75                 | –                  |
| 1984 | 50                 | 62                 |
| 1985 | 109                | 36                 |
| 1986 | 103                | 54                 |
| 1987 | 315                | 109                |

## Palmares
| Legenda                |
| ---------------------- |
| Grandslamtoernooi      |
| Olympische Spelen      |
| Year-End Championships |
| Tier I                 |
| Tier II                |
| Tier III               |
| Tier IV & V            |

### WTA-finaleplaatsen enkelspel
| nr.              | finale     | toernooi                | ondergrond    | tegenstandster     | score         | ref    |
| ---------------- | ---------- | ----------------------- | ------------- | ------------------ | ------------- | ------ |
| gewonnen finales |            |                         |               |                    |               |        |
| 1.               | 1976-01-11 | WTA Portland            | hardcourt (i) | Mona Guerrant      | 6-3, 6-4      | [ 9 ]  |
| verloren finales |            |                         |               |                    |               |        |
| 1.               | 1975-05-18 | WTA Bournemouth         | gravel        | Janet Newberry     | 9-7, 5-7, 3-6 | [ 26 ] |
| 2.               | 1975-06-08 | WTA Chichester          | gras          | Greer Stevens      | 7-6, 4-6, 3-6 | [ 27 ] |
| 3.               | 1977-03-13 | WTA Dallas              | tapijt (i)    | Sue Barker         | 1-6, 6-7      | [ 28 ] |
| 4.               | 1980-09-14 | WTA Tokio               | hardcourt     | Billie Jean King   | 5-7, 4-6      | [ 29 ] |
| 5.               | 1984-09-16 | WTA Salt Lake City      | hardcourt     | Yvonne Vermaak     | 1-6, 2-6      | [ 30 ] |
| 6.               | 1985-01-06 | Tournament of Champions | hardcourt (i) | Catarina Lindqvist | 3-6, 1-6      | [ 31 ] |

### WTA-finaleplaatsen vrouwendubbelspel
| nr.              | finale     | toernooi         | ondergrond | partner           | tegenstandsters               | score         | ref    |
| ---------------- | ---------- | ---------------- | ---------- | ----------------- | ----------------------------- | ------------- | ------ |
| gewonnen finales |            |                  |            |                   |                               |               |        |
| 1.               | 1981-06-06 | WTA Beckenham    | gras       | Pam Shriver       | Elizabeth Little Sue Saliba   | 7-5, 6-4      | [ 32 ] |
| 2.               | 1985-06-16 | WTA Birmingham   | gras       | Sharon Walsh-Pete | Elise Burgin Alycia Moulton   | 6-4, 5-7, 6-3 | [ 33 ] |
| 3.               | 1986-07-20 | WTA Newport (VS) | gras       | Heather Ludloff   | Cammy MacGregor Gretchen Rush | 6-1, 6-7, 6-3 | [ 34 ] |
| verloren finales |            |                  |            |                   |                               |               |        |
| 1.               | 1984-09-24 | WTA San Diego    | hardcourt  | Iwona Kuczyńska   | Betsy Nagelsen Paula Smith    | 2-6, 4-6      | [ 35 ] |

## Resultaten grandslamtoernooien
| Legenda | Legenda                          |
| ------- | -------------------------------- |
| g.t.    | geen toernooi gehouden           |
| l.c.    | lagere categorie                 |
| –       | niet deelgenomen                 |
| G       | uitgeschakeld in de groepsfase   |
| 1R      | uitgeschakeld in de eerste ronde |
| 2R      | uitgeschakeld in de tweede ronde |
| 3R      | uitgeschakeld in de derde ronde  |
| 4R      | uitgeschakeld in de vierde ronde |
| KF      | uitgeschakeld in de kwartfinale  |
| HF      | uitgeschakeld in de halve finale |
| F       | de finale verloren               |
| W       | het toernooi gewonnen            |
| w-v     | winst/verlies-balans             |

### Enkelspel
| toernooi        | 1975 | 1976 | 1977 | 1977 | 1978 | 1979 | 1980 | 1981 |    | 1983 | 1984 | 1985 | 1986 | 1987 |
| --------------- | ---- | ---- | ---- | ---- | ---- | ---- | ---- | ---- | -- | ---- | ---- | ---- | ---- | ---- |
| Australian Open | –    | –    | –    | –    | –    | –    | –    | –    | –  | –    | 1R   | g.t. | 1R   |      |
| Roland Garros   | –    | –    | –    | –    | –    | –    | –    | –    | –  | –    | 1R   | 1R   | 1R   |      |
| Wimbledon       | 1R   | 3R   | 4R   | 4R   | 3R   | –    | 4R   | 1R   | –  | 1R   | 2R   | –    | 1R   |      |
| US Open         | 1R   | 4R   | 2R   | 2R   | 1R   | 3R   | –    | –    | 3R | 2R   | 1R   | 1R   | –    |      |

### Vrouwendubbelspel
| Australian Open | –  | –  | –  | –  | –  | –  | –  | –  | –  | 2R | g.t. | 1R |
| Roland Garros   | –  | –  | –  | –  | –  | –  | –  | –  | –  | 2R | 1R   | 1R |
| Wimbledon       | 3R | 1R | 1R | 1R | 2R | 2R | 1R | –  | 1R | 3R | –    | –  |
| US Open         | –  | 3R | 2R | 2R | 2R | –  | –  | 2R | 2R | 1R | 1R   | 1R |

### Gemengd dubbelspel
| toernooi        | 1975 | 1976 | 1977 | 1977 | 1978 |
| --------------- | ---- | ---- | ---- | ---- | ---- |
| Australian Open | g.t. | g.t. | g.t. | g.t. | g.t. |
| Roland Garros   | –    | –    | –    | –    | –    |
| Wimbledon       | 2R   | 1R   | 1R   | 1R   | –    |
| US Open         | 1R   | –    | –    | –    | 2R   |